# Gare d'Ikuno (Hyōgo)
La gare d'Ikuno (生野駅, Ikuno-eki) est une gare ferroviaire localisée dans la ville d'Asago, dans la préfecture de Hyōgo au Japon. La gare est exploitée par la compagnie JR West,sur la ligne Bantan.

## Disposition des quais
La gare d'Ikuno est une gare disposant d'un quai et de deux voies.
| N° de voie | Ligne    | Direction       |
| ---------- | -------- | --------------- |
| 1          | ▆ Bantan | Wadayama        |
| 2          | ▆ Bantan | Fukusaki/Himeji |

| JR West          |                 |                    |                 |                    |
| Direction Himeji | Ligne de Bantan | Ligne de Bantan    | Ligne de Bantan | Direction Wadayama |
| Teramae          |                 | Rapid Service 快速 |                 | Nii                |
| Hase             |                 | Local 普通         |                 | Nii                |

- Le Limited Express Hamakaze s'arrête à cette gare

| Limited Express |  |          |  |          |
| Teramae         |  | Hamakaze |  | Wadayama |